# 審議 (競馬)
競馬における審議（しんぎ、英:Stewards' Inquiry, または単にinquiryとも。deliberationの使用も見られる）とは、ある競走において発馬機のゲートが開いてから決勝線を迎えるまでの間に、不正な行為がなかったかを審査やチェックすることを指す。
以下、主に日本の中央競馬の審議について述べる。

## 概要
審議は、競走中に進路妨害の疑いが生じたり、負担重量に問題が生じたりした場合に行われる。

### 日本国内

#### 中央競馬
中央競馬の審議は、日本中央競馬会競馬施行規程第8章第121条の2を根拠として行われる。
2012年までは、審議を行う場合は必ず、裁決書記（裁決委員とともに行動し、ゴンドラ裁決室や検量裁決室にも同行する）が審議を行う旨を競馬場内に放送で知らせる（審議放送という）とともに電光掲示板にも表示していた。2013年1月から（地方競馬は4月から）は5位以内入線馬に降着・失格の可能性がある場合以外は、審議を示す青ランプや電光掲示板の審議表示は点灯しない。
5位以内入線馬について審議が行われる場合は、電光掲示板では「審議」もしくは審議の略である「審」を表示する。また青ランプも点灯させる競馬場がある（おもに中央競馬）。この審議が行われる旨は、通常は競走終了直後に示されるが、後検量で負担重量に問題があった場合など、競走が終わってしばらくしてから示される場合もある。2013年以降は、加害馬と思われる馬の入線順位が5位以内であり、なおかつ被害馬との間に大きな着差がない（つまり、着順変更の可能性がある）ことが確認されたあとに知らされるが、2012年までは競走中に電光掲示板に審議を行う旨が示されることもあった。
競走終了後、裁決委員がパトロールビデオを見てその競走馬が降着・失格の対象になるか否かを審議する。日本の中央競馬の場合、場合によっては被害馬・審議対象馬双方の関係者を裁決室に呼び事情を聴くこともある。
場内に審議が知らされた場合は、審議終了後、降着・失格の有無に関係なくふたたび審議放送が同じく裁決書記によって行われ、審議の結果が場内に告知される。

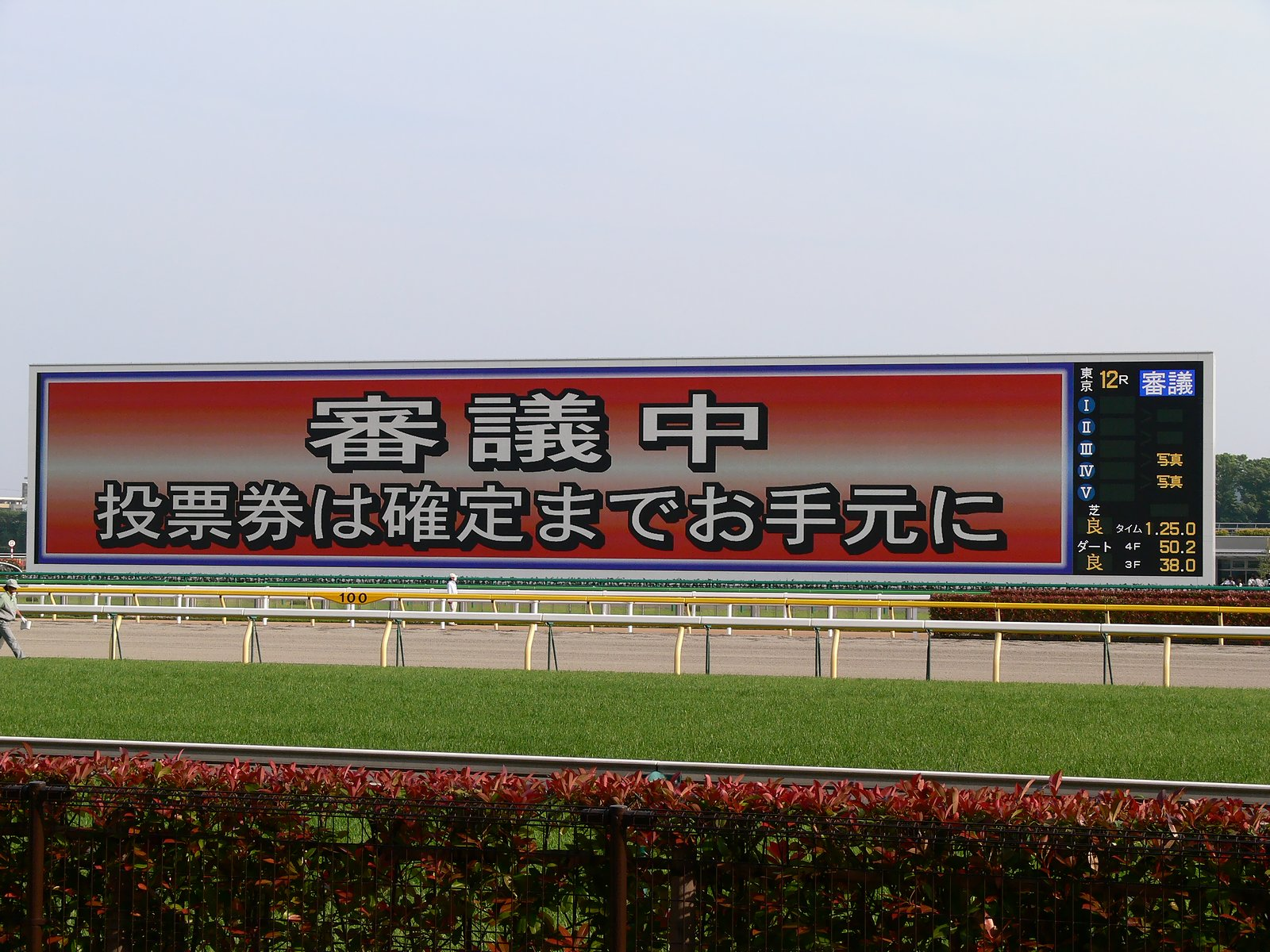
審議中であることを知らせるターフビジョン

基本的には審議の終了まで着順が確定されず、審議の結果によっては着順の変更が生じるため、場内放送で「お手持ちの馬券はお捨てにならないようにお願い申し上げます」とアナウンスされることもある。また審議が長引き、上位入線馬には影響がない場合には、馬券の払い戻しをより速やかに行うため、上位入線馬のみを確定したうえで、引き続き審議を行う場合がある。
審議の結果、不正や反則が認められた場合は、着順確定後に騎手に対する制裁が決定される。制裁には馬に主たる原因があるものと人馬ともに原因のあるものなどいくつかに区別され、反則の内容により裁決委員により制裁の内容を決定する。
中央競馬においては、レース終了後は審議の有無にかかわらず5位以内入線馬の着差が電光掲示板（着順掲示板）に順次表示されるが、5位以内入線馬に降着・失格があって確定した場合は、確定後も着差は電光掲示板には表示されない。ただしJRAの公式刊行物およびウェブサイト上には「○位降着」（＝○位で入線したのち降着になった意）などと表示される。

##### 裁決委員への不信と改革の是非
中央競馬において、審議を行う裁決委員は、全員騎手経験の無いJRAの職員である。この一つの事実は様々な側面から論じられ、「裁決不信」の一因となっているか、もしくはその根拠として挙げられている。
レース騎乗経験のない「非専門家」により裁決が行われている現状は、度々各所で指弾されている。しかし、単に騎手経験者を裁決委員として登用すればよいというほど単純な問題ではないとも指摘される。日本経済新聞社が運営する競馬サイト「サラブネット」によれば、これは内厩制の大きな弊害の一つであって、騎手相互や調教師、厩舎関係者の人間関係が濃密すぎることに原因があるのだという。ほとんどの調教師は騎手から転身した者であり、騎手はほとんどが競馬学校の同門である。競馬学校の先輩・後輩・同期としての絆、あるいは騎手生活・厩舎生活の中で形成された様々な人間関係が、体育会的な「縦の関係」を生み出すと述べている。さらに、同じ騎乗依頼仲介者（エージェント）を雇うフリー騎手同士が"ライン"などと呼ばれることも多いことを挙げ、近年顕著になったフリー騎手の増加が人間関係を希薄にしたわけでもないと指摘したうえで、「こうした土壌では、一部の論者が主張する騎手経験者の裁決委員への起用も難しい」と結論づけている。加えて、JRAアドバイザーとして裁定委員（裁決への抗議に対する最終決定を行う委員）となった岡部幸雄元騎手も「色眼鏡で見られる」と裁決参加に否定的な考えを示したことや、欧州競馬には「地元の名士」のような素人裁決委員が多いことにも触れ、必ずしも騎乗経験のない者による裁決が諸問題の根源となっているのではないことが示されている。
また、裁決の中立性についても議論される。これについてはJRA側も多少の解決策を講じている。具体的には、裁決委員が出した裁決への抗議に対する最終審理機関である裁定委員会について、これまではJRA法務部（裁決委員が属する審判部とは異なる部署）の職員のみで構成されていたものを、2009年より外部委員3名（競馬のレースに関する専門的な知識や経験のある人からJRA理事長が委嘱した者）を裁定委員に加えることとした。これによってある程度の改善が見られた。裁定委員に対して裁決への不服申し立てを行ったことのある幸英明騎手は、「より話を聞いてくれるようになったし、ほとんどの場合で正しくジャッジしてくれている」と肯定的評価を下している。しかしながら、外部委員3名が加わったとはいえ、裁定委員会がJRAの一組織であることに変わりはなく、裁決の完全中立を求める者たちが主張する裁決プロセスの外部化（JRAからの切り離し）には程遠い状況となっているとの指摘もある。前述のサラブネットは、外部化が進まない原因を再び競馬関係者同士の濃密な人間関係に求めている。例えば、中央競馬の騎手を養成するための競馬学校そのものがそもそもJRAの一機関であることに触れ、競馬関係者の強固な結束がある以上は裁決機関の外部化も難しいとしている。
上述のような改革が困難な中、最も速やかに行えて即効性が高いと期待される解決策は審議の透明性の確保である。現在は非公開となっている審議と裁決の過程を公開して、第三者の傍聴を認めることが一部で要求されている。これによって、裁決自体の質が上がることはなくとも、地に堕ちたファンからの信頼を取り戻すことは可能であるといわれている。

### 日本国外
日本国外の競馬、いわゆる「海外競馬」においては、日本とは事情が異なる部分もある。
欧州では、一般的に、審議が行われるのは被害馬が賞金の獲得に関わるときに限られる。例えば3着までの馬にしか賞金が支払われない一般レースの場合は被害馬が4位以内、5着までの馬に賞金が支払われる重賞レースの場合は被害馬が6位以内に入線していることが審議を行う条件となり、それ以外の場合はどんなにひどい走行妨害があってもレースはそのまま確定する。日本では加害馬・被害馬の着順そのものは降着とは無関係なので、例えば15位入線馬が18着に降着となるなどの事例はありうるが、欧州ではそのようなことはない。ただし、騎手への制裁については、関係馬が下位入線馬であろうとレース確定後に必ず審議されるので、被害馬が下位に入線したからといって走行妨害が許されるわけでないのは日本と同じである。
また、世界的にはほとんどの場合、審議は騎手または調教師の主張によって行われる。日本の中央競馬にも、日本中央競馬会競馬施行規程第127条に基づく「走行妨害の申し立て」という制度があり、被害馬の馬主または調教師または騎手が裁決委員に申し立てを行って審議をしてもらうことができるが、実際には裁決委員が自らの判断で審議を始めてしまうケースのほうが圧倒的に多く、走行妨害申し立ては事実上例外的なものにとどまっている。また日本では、走行妨害申し立てによって始まった審議のほとんどは申し立て棄却に終わることが多い。ここも日本とそれ以外の国との大きな違いである。
審議表示については、2013年以降の日本の中央競馬のそれと近い。欧州では上位入線馬の着順が変わる可能性のあるときだけ審議の表示が出される。また前述のとおり、各国の競馬の審議は主に被害馬サイドの要求によって行われるため、レースが終了してしばらく経ってから突然審議の表示が出ることもよくある。

## 審議放送
審議を行う旨や審議の結果などは、場内放送を用いてアナウンスを行う。このアナウンスを審議放送と呼ぶ。審議放送では、発生した地点（発走直後、発走後間も無く、第○コーナー、向正面、最後の直線コース、決勝線手前、○周目第○号障害飛越の際、○○から○○にかけて）、被害を受けたと思われる馬名、発生した案件（進路が狭くなったこと、つまずいたこと、バランスを崩したこと、騎手が落馬したこと、転倒したこと、競走を中止したこと、外側にふくれたこと　等）をアナウンスする。ただし、2頭が接触したと思われる事案は「○○号と××号が接触したこと」とし、案件がはっきりしない場合は馬名を挙げずに「第○コーナーでの出来事」とアナウンスする。
以下に中央競馬における審議放送の内容を挙げる。なお、馬名はすべて架空の馬名である。

### 審議の実施
「お知らせ致します。○○競馬第○レースは……」に続いて5位以内の審議対象案件の説明となる。上位に入線した馬が審議の対象場合など、「お持ちの馬券は、確定までお捨てにならないようご注意下さい」とアナウンスされることも多い。
5位以内の審議対象案件のアナウンスの例
- 「決勝線手前で、11番ウィキペディア号の進路が狭くなったことについて審議を致します。」
- 「発走後間も無く、11番ウィキペディア号がつまずいたことについて審議を致します。」
- 「最後の直線コースで、11番ウィキペディア号の騎手がバランスを崩したことについて審議を致します。」
- 「向正面で、11番ウィキペディア号の騎手が落馬したことについて審議を致します。」
- 「最後の直線コースで、11番ウィキペディア号が転倒したことについて審議を致します。」
- 「第4コーナーで、11番ウィキペディア号が競走を中止したことについて審議を致します。」
- 「第1コーナーで、11番ウィキペディア号が外側にふくれたことについて審議を致します。」
- 「2周目第3コーナーで、7番ウィクショナリー号と11番ウィキペディア号が接触したことについて審議を致します。」
- 「第3コーナーでの出来事について審議を致します。」
- 「最後の直線コースで、11番の進路が狭くなったこと、及び7番の進路が狭くなったことについて合わせて審議を致します。」
- 「競走後半で、11番の進路が狭くなったことについて審議を致します。」

### 6位以下の場合
「お知らせ致します。○○競馬第○レースは……」に続いて6位以下の審議なし案件の説明となる。最後に「この件につきましては、後ほどパトロールビデオを放映致します」とアナウンスされる。上位入線馬に関係しない審議のため、馬券についてのアナウンスは省略される。
6位以下審議なし案件のアナウンスの例
- 「決勝線手前で、11番ウィキペディア号の進路が狭くなる事象がありました。」
- 「発走後間も無く、11番ウィキペディア号がつまずく事象がありました。」
- 「最後の直線コースで、11番ウィキペディア号の騎手がバランスを崩す事象がありました。」
- 「向正面で、11番ウィキペディア号の騎手が落馬する事象がありました。」
- 「最後の直線コースで、11番ウィキペディア号が転倒する事象がありました。」
- 「第4コーナーで、11番ウィキペディア号が競走を中止する事象がありました。」
- 「第1コーナーで、11番ウィキペディア号が外側にふくれる事象がありました。」
- 「2周目第3コーナーで、7番ウィクショナリー号と11番ウィキペディア号が接触する事象がありました。」
- 「第3コーナーでの出来事がありました。」
- 「最後の直線コースで、11番の進路が狭くなる事象があり、7番の進路が狭くなる事象がありました。」
- 「競走後半で、11番の進路が狭くなる事象がありました。」

### 4・5位の場合
「お知らせ致します。○○競馬第○レースは引き続き審議しておりますが、第3位までに入線した馬については、審議の対象となっておりませんので、第3着までは到達順位の通り確定致します」とアナウンスされる。この場合、競走としては確定ではないが馬券は確定となり、追って払戻しのアナウンスが行われる。
なお審議終了後、降着・失格の有無に関わらずその結果がアナウンスされる。

### 審議終了（降着・失格が生じない場合）
「お待たせ致しました。○○競馬第○レースは、審議を致しましたが、到達順位の通り確定致します。なお～」に続いて審議結果がアナウンスされる。
審議結果のアナウンスの例
- 「審議の対象馬は7番であり、最後の直線コースで、11番の進路が狭くなったものでありました。」
- 「最後の直線コースで、11番は充分な進路が取れなかったため控えたものであり、進路が狭くなったものでありました。」
- 「7番は左側に寄れたことにより、最後の直線コースで、11番の進路が狭くなったものでありました。」
- 「この件は7番が内側に動いたことにより、最後の直線コースで、11番の進路が狭くなったものでありました。」
- 「最後の直線コースで、11番はバテ下がった前の馬をかわすため、控えたものでありました。」
- 「11番は他の馬に関係なく、つまずいて騎手が落馬し、最後の直線コースで、競走を中止したものでありました。」
- 「11番は他の馬に関係なく、最後の直線コースで、外側にふくれたものでありました。」
- 「審議の対象馬は先の件は3番で最後の直線コースで、11番の進路が狭くなったものであり、後の件は5番で同じく最後の直線コースで7番の進路が狭くなったものでありました。」

### 審議終了（降着・失格が生じた場合）
「お待たせ致しました。○○競馬第○レースの審議についてお知らせ致します。」に続いて審議結果がアナウンスされる。冒頭部のアナウンスが降着・失格が生じない場合と異なる。
審議結果のアナウンスの例
- 「第3位に入線した、7番ウィクショナリー号は、最後の直線コースで急に内側に斜行し、11番ウィキペディア号の走行を妨害したため、第9着に降着とし、着順を変更の上、確定致します。従って、3着までの着順は、1着4番、2着8番、3着1番となります。」
- 「第3位に入線した、7番ウィクショナリー号は、2周目6号障害で急に内側に斜飛し、11番ウィキペディア号の走行を妨害したため、第9着に降着とし、着順を変更の上、確定致します。従って、3着までの着順は、1着4番、2着8番、3着1番となります。」
- 「第3位に入線した、3番ウィキニュース号は、最後の直線コースで急に内側に斜行し、11番ウィキペディア号の走行を妨害したため、第9着に降着とし、着順を変更の上、確定致します。従って、3着までの着順は、1着4番、2着8番、3着1番となります。なお、最後の直線走路で、7番の進路が狭くなったことについて審議をいたしましたが、この件による失格馬、及び降着馬はございません。なお、この件の対象馬は、5番でした。」
- 「第3位に入線した、7番ウィクショナリー号は、最後の直線コースで急に外側に斜行し、11番ウィキペディア号の走行を妨害したため、失格とし、着順を変更の上、確定致します。従って、3着までの着順は、1着4番、2着8番、3着1番となります。」
- 「第3位に入線した、7番ウィクショナリー号は、2周目6号障害で急に外側に斜飛し、11番ウィキペディア号の走行を妨害したため、失格とし、着順を変更の上、確定致します。従って、3着までの着順は、1着4番、2着8番、3着1番となります。」

### 審議終了（被害馬が先着していた場合）
「お待たせ致しました。○○競馬第○レースは、審議を致しましたが、到達順位の通り確定致します。なお～」に続いて審議結果がアナウンスされる。
審議結果のアナウンスの例
- 「7番ウィクショナリー号は、最後の直線コースで、11番ウィキペディア号の走行を妨害しましたが、被害馬が先着のため、着順の変更はありません。」

## 中央競馬の「不服申立て制度」
中央競馬では1994年以降、審議の結果裁決委員が下した裁決に不服のある当事者（馬主、騎手、調教師）は裁決委員以外の上部機関にアピール（不服申し立て）することができる（アピール制度）。アピールには所定の保証金（2011年時点では原則10万円、ただし走行妨害申し立ての棄却の裁決に対するアピールに関しては7万円）を支払うことが必要。2011年2月までに行われた申し立てはすべて棄却されている。